# 진익명
진익명(秦翼明)은 명나라 말기의 무장으로, 사천성 충주(현 중화인민공화국 충칭시 중현) 출신이다.

## 생애
진익명은 명 말기에 진방평의 아들로 태어났다. 천계제 치세 도중 진익명은 고모인 진양옥을 따라 중경에서 사숭명 일당의 우판룡을 물리쳤다. 
숭정 3년(1630년) 후금의 숭덕제가 병사를 이끌고 종계진에서 입관하여 북경에서 근왕령을 선포하자 진양옥과 함께 백간병을 이끌고 출정하여 북경을 방어하였다. 숭정 4년(1631년)에 대릉하성 건설에 참여하였으며, 숭정 6년(1633년)에는 영평 4성 수복에 참여해 후진으로서 베이징에 주둔하였다.
숭정 7년(1634년) 진익명은 하남 농민 민변 진압을 감독하고 숭정 8년(1635년)에는 청애하·오가언·원가평에서 농민군을 격파하였으며, 이후 노상승의 뒤를 이어 균주 청석포, 계산, 삼도하, 화원골에서 농민군을 다시 물리치고 흑살신, 비산호를 사로잡았다. 숭정 10년(1637년) 봄에는 세석령에서 유국능을 물리치고 신래호를 포로로 잡았으며, 훗날 양양에서 농민군을 격파했다.
이후 한강을 지키다가 실수하여 농민군 나여재와 유국이 황을 공격할 수 있게 되자 진익명은 파직되었다. 숭정 16년(1643년) 겨울에 명 조정에서 그를 사천총병관에 임명하기로 결정했지만 도로가 막혀 그에게 임명을 알리지 못했다. 순치 16년(1660년) 진익명은 진양옥의 손자 마만년과 함께 청에 항복하였다.